# Eucremastoides angelovi
Eucremastoides angelovi är en stekelart som beskrevs av Kolarov 1980. Eucremastoides angelovi ingår i släktet Eucremastoides och familjen brokparasitsteklar. Inga underarter finns listade i Catalogue of Life.